# 維他奶電視廣告列表
維他奶電視廣告列表列出香港飲品品牌維他奶歷年的電視廣告。

## 背景
維他奶是創立於1940年代的一個香港豆奶飲品品牌，1950年代以可長時間保存的汽水瓶形式包裝銷售，定位是一種汽水（雖然不會產生氣泡）。其廣告策略在1970年代中期開始有重大轉變，據當時為維他奶創作出著名標語「點只汽水咁簡單」的紀文鳳所述，在70年代中期之前維他奶的廣告重視宣揚其營養價值，但其形象日趨老套，多被視為補充營養及充飢的飲品，尤其為家長給小童飲用的奶類飲品，當小童長大為能自主選擇的青少年階段，則多對它有嫌棄態度，維他奶在青少年市場遠不及以解渴為主要作用的其他汽水，因此維他奶力圖轉變形象，廣告路線主攻青少年市場。維他奶官方委託學者蔡寶瓊撰寫的刊物則對當時形象總結為「價平、解渴又有營養的無汽汽水」:148。此後維他奶的電視廣告除了多採用青少年、潮流題材，亦重視廣告歌的運用。至2000年，為此品牌創作廣告的從業者周佩如仍稱要擺脫家長之選的老品牌形象。

## 列表
| 推出年份  | 廣告名稱或主題                                                          | 內容簡述及知名演員 | 音樂 | 創作製作者、主要特色或備註 |
| --------- | ----------------------------------------------------------------------- | --- | --- | --- |
| 1970      | 「營養」篇:96                                                           | 男聲旁白講述維他奶的成份和營養價值，配以一些瓶裝維他奶、汽水、食物的卡通畫。:96 | | 廣告標語為「常飲維他奶，令您更高，更強，更健美」:96，由創辦人羅桂祥親自創作。:155 |
| 1975      | 「溫拿樂隊」篇:170                                                      | 溫拿樂隊於一些地方遊走唱歌，期間拿著瓶裝維他奶喝，最後坐在一部行駛中的維他奶貨車車頂。:170 | 原創歌曲由顧嘉煇作曲，黃霑填詞，溫拿樂隊主唱。歌詞為「今天心裡，輕鬆開朗，實在係唔簡單，陽光普照，人人開口笑，的確係唔簡單......飲返枝維他奶，維他奶，維他奶，點只汽水咁簡單。」:170 | 廣告公司為Young & Rubicam。:159 歌詞包含紀文鳳該年為維他奶撰寫的廣告標語「點只汽水咁簡單」。 |
| 約1980    |                                                                         | 區瑞強 | 原創歌曲相識在童年：區瑞強主唱，顧嘉煇作曲，廣告人鄭重橋填詞。 | 推斷廣告公司仍為Young & Rubicam。 歌詞仍有取材自「點只汽水咁簡單」。 |
| 1982      | 「遊樂場」:469-470                                                      | 一些小童在遊樂場、泳池、海灘的玩樂片段。:469-470 | 原創歌曲，歌詞為「童年快樂天真，活潑聰明可愛，平日努力讀書考試，假日相聚歡笑，常伴你是知心，共你開懷歌唱，啦啦啦啦，維他奶，維他奶，維他奶，點只係汽水咁簡單。」:469-470             | 推斷廣告公司仍為Young & Rubicam。 歌詞仍包含「點只汽水咁簡單」。 |
| 1983-1985 | 「唯味唯美、唯一境界」或「唯一境界」:117-119系列： 「的士高」篇:160-162 | 未來奇幻色彩的都市中，有一個銷售維他奶的路邊攤販，一群時髦的年青男女陸續喝了維他奶後歌舞起來。他們所踏的地板會亮起五彩繽紛的燈光，環境近似的士高。:117-119:161 | 原創歌曲，有說名為唯味唯美，主要歌詞是結尾部分作為廣告標語的「唯味唯美，維他奶，唯一境界」:117-119,229。作曲者為紐西蘭二人組合Schtung。                                              | 廣告公司為Young & Rubicam。製作成本超過一百萬港元。:160-161 獲得Clio Awards等廣告獎項。:161 |
| 1983-1985 | 同上系列：寫字樓篇:161                                                  | 如上風格的寫字樓場景，苦悶的職員們喝了解維他奶後起舞，地板亦亮起燈光。 | 原創歌曲，有說名為唯味唯美，主要歌詞是結尾部分作為廣告標語的「唯味唯美，維他奶，唯一境界」:117-119,229。作曲者為紐西蘭二人組合Schtung。                                              | 廣告公司為Young & Rubicam。製作成本超過一百萬港元。:160-161 獲得Clio Awards等廣告獎項。:161 |
| 1983-1985 | 同上系列：體操篇                                                        | 如上風格的體操比賽場景，一名失手的兒童體操運動員喝了維他奶後，一眾運動員及評判都起舞（舞姿混合了體操動作），地板亦亮起燈光。 | 原創歌曲，有說名為唯味唯美，主要歌詞是結尾部分作為廣告標語的「唯味唯美，維他奶，唯一境界」:117-119,229。作曲者為紐西蘭二人組合Schtung。                                              | 廣告公司為Young & Rubicam。製作成本超過一百萬港元。:160-161 獲得Clio Awards等廣告獎項。:161 |
| 1983-1985 | 同上系列：時裝表演篇                                                    | 如上風格的時裝表演場景，職員因燈飾損壞而苦惱，他喝了維他奶後，一眾模特兒起舞，地板亦亮起燈光。 | 原創歌曲，有說名為唯味唯美，主要歌詞是結尾部分作為廣告標語的「唯味唯美，維他奶，唯一境界」:117-119,229。作曲者為紐西蘭二人組合Schtung。                                              | 廣告公司為Young & Rubicam。製作成本超過一百萬港元。:160-161 獲得Clio Awards等廣告獎項。:161 |
| 1986      | 維他朱古力奶                                                            | 擬人化白色牛與朱古力色牛的卡通片。 | 原創歌曲，歌詞為「如果太多牛奶味，朱古力味冇掟企，等到朱古力味返番嚟，牛奶味又唔爭氣。啱味，啱晒你。」                                                                               | 由外籍動畫師John Sinarwi在港設立的公司製作，許誠毅亦有參與。 原創歌曲深入民心。 於1992年重製播出。 |
| 1987      | 「身影」:162-163                                                        | 幾名喝著維他奶的年輕人走上樓梯，他們的身影在旁邊的牆上變成各種顏色並起舞:162。旁白重覆好到「......好到過曬界」（好到完全超出界限）一語。 | | 廣告公司為Young & Rubicam改組後之HYM。:163 廣告標語為「係維他奶至可以飲過界！」。 此廣告被視為過於時髦而不成功，促使其後廣告路線進行調整。:163                                                                                 |
| 1988      | 「童年的你」:164-166或「童年現在」:472系列                              | 都市中不同人物的歡樂或溫馨片段，多在喝維他奶或有相關事物在旁。:472-473 演員包括葉蘊儀、翁虹、林偉、林祖輝、李嘉欣。 | 原創歌曲，由顧嘉煇作曲，廣告人Lysander Leung填詞，歌詞為「童年的你必定天真可愛，看你今日充滿神采，成長中從未變改，噢Baby，看你多麼可愛......」                                       | 廣告公司為HDM（原Young & Rubicam在1987年再改組而成），創意總監為蘇秋平。 原創歌曲歌詞深入民心。亦入選Clio Awards的決賽名單。:165                                                                                               |
| 1989      | 「童年的你」:164-166或「童年現在」:472系列                              | 演員包括呂頌賢、鄭艷麗 | 同上，新編曲版本。 | |
| 1989      | 「童年的你」:164-166或「童年現在」:472系列                              | 演員包括楊崢 | 同上，新編曲版本。 | |
| 1993      | 「留學」:228                                                            | 在美國三藩市，魯文傑飾演的留學生獨自騎單車上路，他憶起以往在香港與家人及中學同學的點滴，同學們會一起買維他奶喝，最後他到唐人街的小店買了一盒維他奶。:474-475 | 名為何時何地，是童年時（夏韶聲原唱）的歌詞修改版本。獲第十五屆十大中文金曲最佳中文廣告歌曲獎金獎。                                                                                   | 廣告標語為「何時何地，都想念你，維他奶」。:344 魯文傑成名作。 三藩市實地取景。 |
| 1994      | 「鄉情」:341-347:74                                                     | 陳浩民主演，詳見相關條目。 | 名為鄉情，是誰能明白我（林子祥原唱）:345的歌詞修改版本。，由陳浩民主唱。獲第十七屆十大中文金曲最佳中文廣告歌曲獎銀獎。                                                               | 廣告公司為靈智廣告。:74 廣告標語為「始終係維他奶」。:343 改編自朱自清散文《背影》:345，因而深入民心。 獲得亞洲電視第一屆十大電視廣告頒獎典禮之「十大最受歡迎電視廣告」及「傑出電視廣告男演員大獎」（陳浩民）。陳浩民入行首作。 |
| 1995      | 蜜瓜維他奶「為什麼」:73                                                 | 一名好奇的小童對各種事物詢問「點解」（為什麼），然後旁白問他為什麼不問為什麼蜜瓜配上維他奶，小童回應：「新出嘅蜜瓜維他奶，好嘢唔駛問點解」（新推出的蜜瓜維他奶，好東西不用問為什麼）。:73                                                                                     | | 廣告公司為靈智廣告。:73 |
| 1997      | 「阿Wing」:477或「Internet」:72 （上網篇）                              | 陳曉東飾演的青年對素未謀名的網友阿Wing神魂顛倒，兩人相約見面，手持一盒維他奶作為記認。誰知阿Wing是一個戴眼鏡的胖男孩，而男孩也失望，因為青年的網名叫Sandy。:477-479:72 | 陳曉東了解你所有:477 | 廣告公司為靈智廣告。:72 廣告標語為「始終係維他奶」:479。 獲得亞洲電視第三屆十大電視廣告頒獎典禮之「十大最受歡迎電視廣告」。 |
| 1998      | 「新生代」                                                              | 袁偉豪、顏思穎等飾演的青年在農場體驗。 | 廣告歌是打開你未來（原唱鄭伊健）的歌詞修改版本。主要歌詞為副歌部分「是這些新生一代，憑自信打開個未來，燃亮自己，全力共建，世界越美」。                                               | 廣告公司為靈智廣告。 廣告標語為「香港新生代，幾時都係維他奶」。 顏思穎入行首作。 因袁偉豪在同年參演被列為三級的黑幫電影《新古惑仔之少年激鬥篇》，維他奶曾為此發表新聞稿強調當時的選角要求。                                    |
| 2000      | 維他奶補習室系列「搭訕」:228-231:69                                     | 戲仿香港教育電視（常識科）兩名女中學生在談論髮型，一名男同學突然出現「搭嗲」（搭訕之意），女生顯得不屑，旁白說出「搭嗲」是不受歡迎的行為，可以選擇「搭車」（乘車）、「搭船」（乘船）、「搭棚」、「搭枱」，但謹記不要搭訕，期間配以四段模仿舊時代黑白片的相關片段。:232-233:69 | | 廣告公司為盛世廣告。:71 廣告標語為「始終有益，維他奶」。:233 獲得亞洲電視第七屆十大電視廣告頒獎典禮的「十大最受歡迎電視廣告」之一、2000年度金帆廣告大獎的「金帆大獎」（最高榮譽）。                                            |
| 2000      | 維他奶補習室系列「削」:228:70                                           | 戲仿香港教育電視（中文科）:228兩名青年打籃球，其中一人嘲笑令另一人「削」（香港俗語，差勁之意），旁白說這是一個粗俗用詞，列舉其他文雅用詞取代。:70 | | 標語同上 |
| 2000      | 維他奶補習室系列「哭泣」:228:71                                         | 戲仿香港教育電視（科學）:228兩名青年看完電影，其中一人感動落淚，旁白解釋哭泣是一種健康行為。:71 | | 標語同上 |
| 2000      | 熱維他奶補習室「凍柑」:229                                              | 戲仿香港教育電視，教授禦寒方法。:229 | | 廣告標語為「始終有益，熱維他奶」。 |
| 2003      | 「送上歡笑」:481-483系列                                                | 開始片段是一名男子在某個地方放下一盒維他奶，然後播放偷拍鏡頭在該地方拍得的「真實片段」，一個路人拿起（各篇人物不同）拿起那盒維他奶，原來它內藏機關，會發出「嘰嘰嘰......」的怪聲，引來該路人發笑。 例如其中一篇是在便利店，拍得一名主婦被戲弄。:481-483                       | | 廣告標語為「為每個香港人送上歡笑」及「維他奶，至緊要得你開心」。:482 |
| 2009起    | 「Stand By Me」系列                                                     | | 原創歌曲Stand By Me，由陳光榮作曲及監製。 | 原創歌曲深入民心。 |

## 備註
1. ↑  同期亦在香港市場開創更便於保存的紙包裝形式，此舉針對超級市場銷售及主婦市場。[1][2]
2. ↑  廣告的命名並沒有官方或統一的名稱，或會出現多個名稱。
3. ↑  早期的廣告內容及廣告歌有多少版本不明，「點只汽水咁簡單」的廣告標語沿用至1982年[3]:159。有報道指蕭芳芳曾演出早期廣告[6]。
4. ↑  按紀文鳳自述，原構思是「唔只...」，得黃霑建議改為「點只...」。但按羅桂祥後人說法，此修改為羅桂祥之意。[3]:159
5. ↑  來源所寫的HYM此名疑有誤，按其他文獻疑為1984年與電通聯營的DYR。
6. ↑  據此來源，其中一個版本由太極樂隊演唱。